# The Robots of Dawn
The Robots of Dawn (No Brasil: Os Robôs do Amanhecer ou Os Robôs da Alvorada) é um livro de ficção científica escrito por Isaac Asimov e publicado em 1983, o terceiro livro da série "Robôs".

## Resumo do enredo
O livro começa com o detetive Elijah Baley na Terra, treinando juntamento com seu filho e outras pessoas para tolerar o exterior, apesar de sua socialmente enraizada agorafobia. Ele é ordenado a ir a delegacia de polícia.
Chegando lá, ele é informado que o mundo Spacer de Aurora solicitou através de canais diplomáticos, que ele vá para lá. Ele é informado que a mente de R. Jander Panell, um robô humanoide idêntico a R. Daneel Olivaw, foi destruído por um bloqueio mental — "roboticidio", como ele mais tarde nomeará isso.
O inventor do robô, Han Fastolfe, foi implicado no caso. Fastolfe, que foi visto a última vez em The Caves of Steel, é o melhor roboticista em Aurora. Ele admite que ele é a única pessoa com habilidade suficiente para ter feito isso, embora ele nega te-lo feito. Fastolfe é também um proeminente membro de uma facção política de Aurora, que é a favor da Terra. Implicações no crime ameaçam sua carreira política; por consequência, é politicamente conveniente que ele seja exonerado.
No caminho para Aurora, Baley, mais uma vez, vira parceiro de R. Daneel Olivaw, assim como de R. Giskard Reventlov, outro dos robôs de Fastolfe.
Em Aurora, ele começa a investigar o crime, para resolvê-lo. Ele entrevista Gladia Delmarre (que apareceu primeiramente em Os Robôs; os Aurorianos deram a ela o sobrenome de "Solaria", como alternativa). Jander era um membro de sua equipe antes dela ser terminada. Ele descobre que Gladia tinha uma relação sexual secreta com Jander. Ela até considera ele seu marido.
Depois Baley entrevista a filha alienada de Fastolfe, Vasilia Fastolfe (embora ela descarte o uso de seu sobrenome, preferindo, ao invés, de ser chamada de "Aliena"). Vasilia diz que seu pai é um monstro, e que ele faria qualquer coisa necessária para o avanço de suas teorias científicas de previsão do futuro — Psico-história. Isso inclui o assassinato de Jander, se isso ajudasse a ele a observar as reações de Gladia. Vasilia também deixa claro seu desejo de ser dona de Giskard, que foi sua babá.
Seguido disso, Baley entrevista Santirix Gremionis. Gremionis é um auroriano que está atraído por ambas, Gladia and Vasilia. Com cada uma delas ele cometeu o tabu de oferecer-se repetidamente (sexualmente), mesmo depois delas terem rejeitado ele. Gremionis nega o envolvimento no assassinato, e diz que acusou Baley ao presidente (o executivo do Governo de Aurora) por difamação. Vasilia sutilmente manipula ele para se apaixonar por Gladia, e se dá conta disso somente quando Baley pergunta isso a ele diretamente.
Depois, Baley interroga Kelden Amadiro. Amadiro é o chefe político rival de Fastolfe e diretor do Instituto de Robótica. Ele explica as motivações políticas do instituto — eles desejam que Aurora, e somente Aurora, colonize o resto da Galáxia. Robôs humanóides são parte integral dos planos deles de colonização, embora Fastolfe é o único que pode construí-los. O Instituto vem tentando, inutilmente, à construir um.
No caminho de volta para a residência de Fastolfe, depois da entrevista com Amadiro, o carro aerofólio de Baley  (um carro que usa jatos de ar para flutuar um pouco acima do solo), é forçado à parar. O compressor de ar foi sabotado. Suspeitando que isso foi feito por Amadiro numa tentativa de sequestrar Daneel, Baley ordena que ele e Giskard saiam do carro. Minutos depois, vários robôs chegam e interrogam Baley. Balley conta-lhes que ordenou Daneel de volta ao Intituto de Robótica, e vai embora. Baley abandona o carro na tempestade lá fora. Sua Agorafobia afeta ele fortemente, e ele cai, inconsciente.
Ele acorda na casa de Gladia. Ela conta-lhe que ele parou o carro não muito longe de sua casa. Daneel e Giskard fogem para lá e rapidamente formam um grupo de resgate, que recupera Baley não muito depois que ele desmaiou.
No dia seguinte, Baley vai para a reunião pré-arranjada com o presidente, que mantém sua influência política sobre toda a situação, e está preocupado em acabar com a crise. Estão na reunião o presidente, Baley, Fastolfe e Amadiro.
Baley confronta Amadiro sobre a questão. Durante a entrevista de Baley com ele, Amadiro diz que ele sabia do relacionamento entre Gladia e Jander. Baley pergunta-lhe como ele poderia ter sabido disso, já que era um segredo. Amadiro diz que ouviu isso de alguém, mas não consegue lembrar de quem ele ouviu isso. Baley então diz que Jander seria a única pessoa de quem ele poderia ter ouvido isso.
Baley então apresenta a solução para o mistério de quem matou Jander. Enquanto Gladia estava em uma de suas frequentes caminhadas com Gremionis, Amadiro usou a oportunidade para contatar Jander através de uma visualização tridimensional (tele-presença) e questiona ele. As perguntas permitiram a Amadiro entender como Jander foi projetado, que em turno, permitiria que Amadiro pudesse criar um robô humanóide. Aparentemente, isso criou entropia suficiente no cérebro positrônico de Jander, para matá-lo.
O presidente fica satisfeito com essa explicação. Amadiro é forçado à concordar e dar suporte à política de Fastolfe, que é imediatamente posta em efeito. A Terra se beneficia grandemente disso.
Contudo, Baley secretamente tem outro suspeito em mente. Durante sua investigação, ele notou que muitas vezes Giskard agiu como se tivesse conhecimento do que os outros estariam pensando. Ele confronta Giskard, que admite que Vasilia , sem saber, deu a ele habilidades telepáticas durante seus experimentos. Usando o conhecimento vindo da mente de Han Fastolfe, Giskard desliga Jander. Isso era para frustrar a tentativa de Amadiro de construir um robô humanóide.
Giskard permite que Baley lembre do conhecimento das habilidades de Giskard, mas põe um bloqueio na mente de Baley para que ele não revele o segredo.

## Personagens
Abaixo está uma lista dos principais personagens do livro, em ordem de aparição, com detalhes do enredo.
- Elijah Baley, policial que trabalha à paisana na Terra. Ele é chamado para resolver o caso em Aurora.
- Jessie Baley, a esposa de Elijah.
- Bentley Baley, o filho de Elijah.
- Gladia, uma mulher que Baley conhece em Solaria, que agora está vivendo em Aurora. Ele pegou emprestado o já destruído, Jander Panell, de Fastolfe.
- Wilson Roth, o novo comissário e chefe de Baley desde que Julius Enderby renunciou, dois anos e meio antes dos eventos do livro.
- Lavinia Demachek, sub-secretária.
- lbert Minnim, superior de Lavinia (somente mencionado no livro).
- Han Fastolfe, um político de Aurora que é acusado por extremistas de destruir um robô humanóide. Como o líder de Teoria Roboticista de Aurora, foi ele quem programou Daneel, junto com mais 56 outros robôs que ajudam à tomar conta de sua casa. Ele tem duas filhas, e é um Humanista (os que acreditam que todos os seres humanos tem o direito de explorar a Galaxia).
- R. Daneel Olivaw, ex-parceiro de Baley, ele é a primeira criação humanoide de de Fastolfe de sucesso.
- Giskard Reventlov, um robô que Baley encontra no caminho de Aurora. Construído por Fastolfe, ele é a mão direita de seu criador.
- Jander Panell, o robô que foi destruído em Aurora. Originalmente pertencia à Fastolfe, e foi emprestado para Gladia.
- Roj Nemennuh Sarton, o projetista de Daneel. Ele foi assassinado na Terra (somente mencionado no livro).
- Fanya, atual esposa de Fastolfe (somente mencionada no livro).
- Pandion, um robô ajudante de Gladia.
- Borgraf, um robô ajudante de Gladia.
- Vasilia Aliena, filha de Fastolfe, que foi criada contra as normas de Aurora. Ela é uma profissional roboticista e faz parte do Instituto de Robóticas de Aurora, que é contra Fastolfe.
- Lumen, filha de Fastolfe, com quem ele tem pouco contato. Ela é candidata a um cargo político em um partido globalista, um partido que acredita que os Aurorianos merecem a Galaxia (somente mencionado no livro).
- Santirix Gremionis, um Auroriano que repetidamente se oferece à Gladia. Ele é um desenhista de roupas e cabeleireiro, e foi interrogado por Baley.
- Brundij, um robô assistente de Gremionis.
- Kelden Amadiro, o chefe do Instituto de Robótica de Aurora.
- Maloon Cicis, o roboticista com quem Baley falou para chegar até Amadiro.
- Rutilan Horder, presidente da Legislatura de Aurora.